# سقاية السيدة سكينة العباسية
سقاية السيدة سكينة العباسية
سكينة العباسية، هي سكينة بنت محمد العباسية. قامت بانشاء سقاية في المسجد الذي كانت اسرتها تتولاه منذ سنة 1836م، وموقعه في ارض سراي بغداد، وموضع السقاية مما يلي باب الجامع عن شرقيه في السوق، ورتبت هذه السيدة للسبيل، مسبلاً، يقدم الماء للناس وسقاء يحضر ماء النهر إلى حوض السبيل.وشرطت للأول (المسبل) خمس آقجات، وللثاني (السقاء) ست آقجات، وثبتت ذلك في نص الوقفية. هدمت سقاية السيدة سكينة العباسي، في أيام والي بغداد العثماني مدحت باشا سنة 1868م. وقيل انه كانت عليها كتابات اثرية حطمت اثناء هدمها.